# Келінешть (Молдова)
Келінешть (рум. Călinești) — село у Фалештському районі Молдови.

## Населення
За даними перепису населення 2004 року у селі проживала 2821 особа.
Національний склад населення села:
| Національність       | Кількість осіб | Відсоток   |
| -------------------- | -------------- | ---------- |
| молдавани румуни     | 2773 2         | 98,3% 0,1% |
| українці             | 22             | 0,8%       |
| росіяни              | 14             | 0,5%       |
| гагаузи              | 3              | 0,1%       |
| болгари              | 1              | < 0,1%     |
| поляки               | 1              | < 0,1%     |
| цигани               | 1              | < 0,1%     |
| інша / без відповіді | 4              | 0,1%       |
| Всього               | 2821           | 100%       |

## Видатні уродженці
- Ігор Кучук — співак та музикант.